# Кіпр на Євробаченні Юних Музикантів
Кіпр брав участь у Євробаченні Юних Музикантів, що проводиться кожні два роки, одинадцять разів починаючи з 1988 року. На сьогоднішній день Кіпру жодного разу не вдалося вийти у фінал.

## Учасники
Умовні позначення
     Переможець
     Друге місце
     Третє місце
     Не пройшла до фіналу
     Участь скасовано
     Не брала участі
| Рік                               | Місце проведення | Учасник               | Інструмент      | Фінал                      | Півфінал        |
| --------------------------------- | ---------------- | --------------------- | --------------- | -------------------------- | --------------- |
| 1988                              | Амстердам        | Плотінос Мікроматіс   | Фортепіано      | Не вдалося кваліфікуватися | -               |
| 1990                              | Відень           | Константінос Стиліану | Фортепіано      | Не вдалося кваліфікуватися | -               |
| 1992                              | Брюссель         | Маноліс Неофіту       | Фортепіано      | Не вдалося кваліфікуватися | -               |
| 1994                              | Варшава          | Маноліс Неофіту       | Фортепіано      | Не вдалося кваліфікуватися | -               |
| 1996                              | Лісабон          | Маноліс Неофіту       | Фортепіано      | Не вдалося кваліфікуватися | -               |
| 1998                              | Відень           | Ніколас Меліс         | Фортепіано      | Не вдалося кваліфікуватися | -               |
| 2000                              | Берген           | Не брала участі       | Не брала участі | Не брала участі            | Не брала участі |
| 2002                              | Берлін           | Андреас Іоаннідес     | Фортепіано      | Не вдалося кваліфікуватися | -               |
| 2004                              | Люцерн           | Андреас Іоаннідес     | Фортепіано      | Не вдалося кваліфікуватися | -               |
| 2006                              | Відень           | Йоргош Маннуріш       | Фортепіано      | Не вдалося кваліфікуватися | -               |
| 2008                              | Відень           | Орфеас Хіратос        | Кларнет         | Не вдалося кваліфікуватися | -               |
| 2010                              | Відень           | Лампіс Павлоу         | Фортепіано      | Не вдалося кваліфікуватися | -               |
| Не брала участі в 2012-2024 роках |                  |                       |                 |                            |                 |